# Файфилд, Анна
Анна Файфилд (англ. Anna Fifield; род. 14 марта 1976, Хейстингс, Хокс-Бей) — американский, британский и новозеландский журналист и писатель; бывший руководитель пекинского бюро The Washington Post. В этой роли освещала события в Японии, КНДР и Южной Корее.  Получила известность как автор биографии Ким Чен Ына.

## Биография
Выросла в Гастингсе, Новая Зеландия. Начала писать для газеты  Rotorua Daily Post и телеграфной службы NZPA  . В 2001 году в возрасте 25 лет отправилась в Лондон и нашла работу в Financial Times, где проработала 13 лет, в основном иностранным корреспондентом.
В период с 2009 по 2013 год была политическим корреспондентом в Вашингтоне, округ Колумбия; до этого была корреспондентом по Ближнему Востоку в Бейруте и Тегеране, а также корреспондентом по Корее в Сеуле. С 2014 по 2018 год была руководителем токийского бюро The Washington Post, а затем — руководителем бюро в Пекине. В общей сложности, освещала события более в чём 20 странах, включая Иран, Ирак, Сирию, Ливию и Северную Корею, в том числе  
первое ядерное испытание в Северной Корее (2006 год), спорные президентские выборы в Иране в 2009 году и президентские выборы в США в 2012 году .
В репортажах из Северной Кореи писала о жизни простых северокорейцев в эпоху Ким Чен Ына. В 2017 году она опросила более 25 недавних беглецов из Северной Кореи, подготовив отчет, который был опубликован на английском и корейском языках.  Ей также удалось сделать интервью с тетей Ким Чен Ына, с 1998 года проживавшей в США. Она освещала историю студента Университета Вирджинии Отто Вармбьера, который умер вскоре после того, как был освобожден из заключения в Северной Корее благодаря дипломатическим усилиям Государственного департамента.
На основе многочисленных бесед с людьми, которые встречались с Ким Чен Ыном, Файфилд пытается показать, что он не злодей из мультфильмов, а безжалостный диктатор, действующий стратегически, даже если эта стратегия предполагает убийство собственного дяди и сводного брата, чтобы остаться у власти. Книга Файфилд «The Great Successor: The Divinely Perfect Destiny of Brilliant Comrade Kim Jong Un» была опубликована в июне 2019 года и с тех пор переведена на 24 языка.
С августа 2013 по май 2014 Файфилд получила стипендию Нимана
для работы в Гарвардском университете, где она изучала природу изменений в закрытых обществах. В 2018 году она была награждена премией Shorenstein Journalism Award  Стэнфордского университета за выдающиеся достижения в освещении событий в Азии.
В 2020 году, после освещения эпидемии коронавируса, Файфилд вернулась в Новую Зеландию.  С октября 2020 работает редактором отдела новостей газет The Dominion Post и Stuff в Веллингтоне.

## Образование
- 2013–2014 - Гарвардский университет, научный сотрудник Фонда журналистики Немана.
- 1997 - Кентерберийский университет, диплом о высшем образовании, журналистика
- 1994–1996 - Веллингтонский университет Виктории, бакалавр искусств, английский язык и литература.

## Избранные публикации
- Fifield, Anna.  Life under Kim Jong Un The Washington Post, 17 November 2017
- Fifield, Anna.  Kim Jong Un wants to stay in power — and that is an argument against nuclear war The Washington Post, 10 August 2017
- Fifield, Anna.  North Korea's leader is a lot of things — but irrational is not one of them.] The Washington Post, March 25, 2017
- Fifield, Anna.  China and US agree non-binding climate plan – Financial Times, 10 July 2013.
- Fifield, Anna,  Japan's Leader Stops Short of WWII Apology], The Washington Post, 14 August 2015. (with 1:45 embedded video)
- Anna Fifield, S. Koreans Make Big Sacrifices to Study Overseas, (paper presented at the annual meeting for the Association for Asian Studies, ... 1996); Chang-sik Shin and Ian Shaw, “Social Policy in South Korea: Cultural and Structural Factors in the Emergence of Welfare" First published: 23 June 2003. doi:10.1111/1467-9515.00343

-Reprinted in: Los Angeles Times, 16 January 2006, Josh C. H. Lin (El Monte, CA: Pacific Asian Press, 1998), 95–112. in Encyclopedia of Asian American Issues Today, Volume 1, by Edith Wen-Chu Chen.
-Reprinted in: Encyclopedia of Asian American Issues Today, co-edited by Edith Wen-Chu Chen and Grace J. Yoo, 2010. Social Science.
- Fifield, Anna. The Great Successor: The Secret Rise and Rule of Kim Jong Un. — London : John Murray Press, 2019. — ISBN 978-1-5293-8724-7.

На русском
- Анна Файфилд. Великий преемник. Божественно совершенная судьба выдающегося товарища Ким Чен Ына = Anna Fifield. The Great Successor: The Divinely Perfect Destiny of Brilliant Comrade Kim Jong Un. — М.: Альпина Паблишер, 2020. — 376 с. — (Россия в глобальной политике). — ISBN 978-5-9614-3813-0.